# Instituto del Patrimonio Histórico y Artístico Nacional
El Instituto de Patrimonio Histórico y Artístico Nacional (IPHAN) es una autarquía del Gobierno de Brasil, vinculada al Ministerio de la Cultura, responsable por la preservación del acervo patrimonial tangible e intangible del país.

## Historia

### Antecedentes
Su creación fue el fruto de debates e investigaciones envolviendo el entonces ministro Gustavo Capanema y su equipo, que incluyó también el poeta Mário de Andrade, icono de la Semana de Arte Moderno de São Paulo, en 1922. Mário de Andrade, junto al abogado Rodrigo Melo Franco de Andrade, emprendió un ambicioso proyecto, comprendiendo una serie de investigaciones que causaron impacto en los medios político e intelectual, en la medida en que por primera vez en la Historia de Brasil, la diversidad cultural de la nación era mostrada a todo el país.

## La Inspetoria de Monumentos Nacionales (IPM)
El primer órgano vuelto para la preservación del patrimonio en Brasil fue creado en 1933, como una entidad vinculada al Museo Histórico Nacional. Era la Inspetoria de Monumentos Nacionales (IPM), instituida por el Decreto n° 24.735 de 14 de julio de 1934, y tenía como principales finalidades impedir que objetos antiguos, referentes a la historia nacional, fueran retirados del país en virtud del comercio de antigüedades, y que las edificaciones monumentales fueran destruidas por cuenta de las reformas urbanas, a pretexto de modernización de las ciudades.
La ciudad de Ouro Negro, antigua Vila Rica, principal ciudad del Ciclo del Oro en las Minas Generales, fue erigida en  "monumento nacional" por el Decreto n.º 22.928 de 12/07/1933 y es considerada como uno de los principales ejemplos del patrimonio histórico nacional, además de ser declarada como Patrimonio Cultural de la Humanidad por la UNESCO.

## El Servicio del Patrimonio Histórico y Artístico Nacional
El Instituto fue precedido por el Servicio del Patrimonio Histórico y Artístico Nacional (SPHAN) creado en 13 de enero de 1937 y reglamentado por el Decreto-Ley n.º 25 el día 30 de noviembre del mismo año, pocos días después del golpe que instituyó el Estado Nuevo. Su primer presidente fue Rodrigo Melo Franco de Andrade, que estuvo al frente de la institución hasta 1967, cuando se jubiló. Entre los varios artistas e intelectuales que colaboraron con la entidad, se destacan los poetas Mário de Andrade y Manuel Bandera, el jurista e historiador Afonso Arinos de Melo Franco, el historiador Sérgio Buarque de Holanda y el arquitecto Lúcio Costa.

## Actualidad
La creación de la institución obedece a un principio normativo, actualmente contemplado por el artículo 216 de la Constitución de la República Federativa de Brasil, que define patrimonio cultural a partir de sus formas de expresión; de sus modos de crear, hacer y vivir; de las creaciones científicas, artísticas y tecnológicas; de las obras, objetos, documentos, edificaciones y demasiado espacios destinados a las manifestaciones artístico-culturales; y de los conjuntos urbanos y casas de campo de valor histórico, paisajista, artístico, arqueológico, paleontológico, ecológico y científico. La Constitución también establece que cabe al poder público, con el apoyo de la comunidad, la protección, preservación y gestión del patrimonio histórico y artístico del país.

## División
El IPHAN se divide actualmente en 25 Oficinas Técnicas del Instituto de Patrimonio Histórico Artístico Nacional y las Unidades Especiales, además de las 27 Superintendencias que actúan en cada unidad federativa del País, son ellas:

### Oficinas y Superintendencias

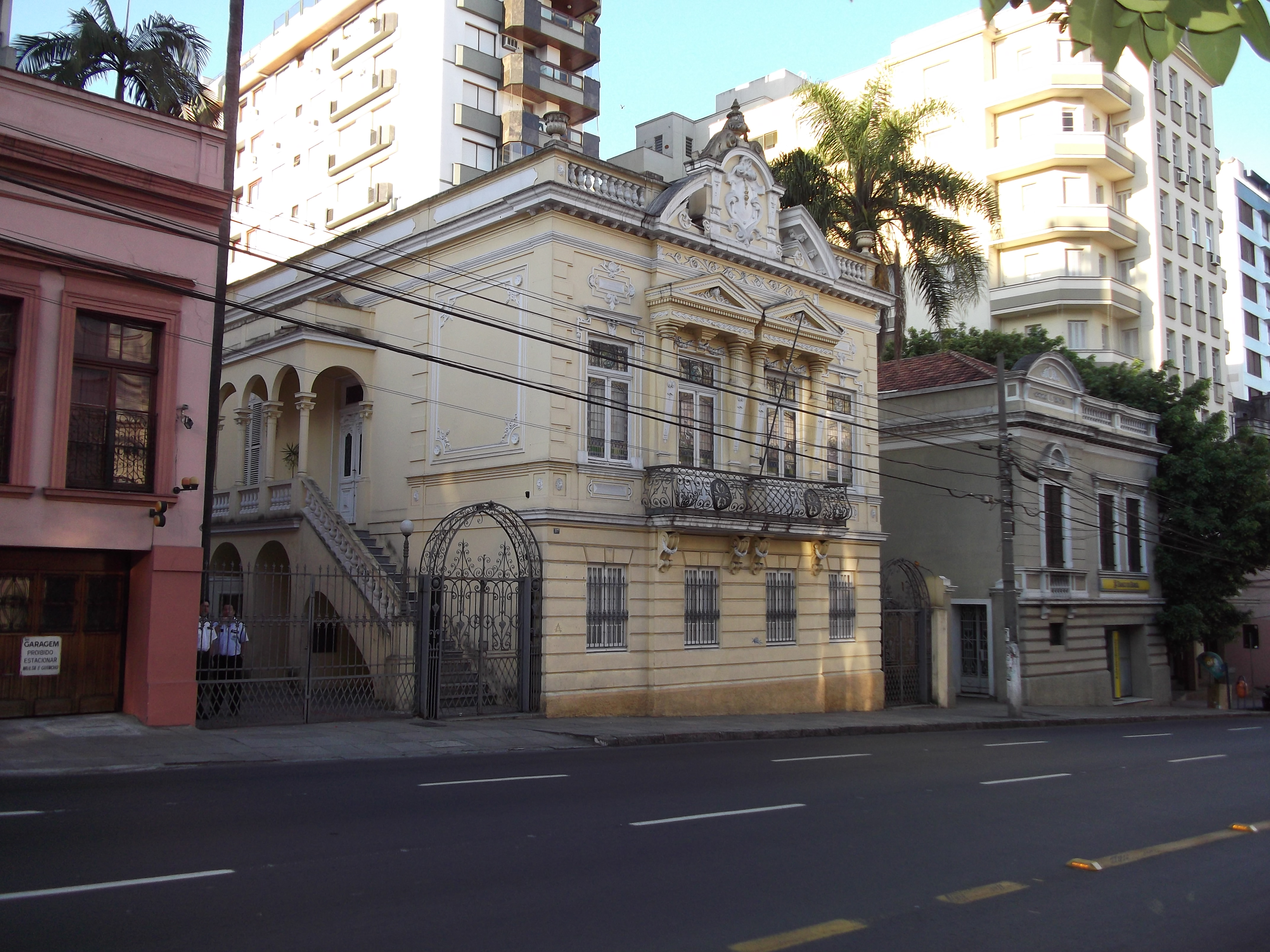
El Palacete Argentina, sede del IPHAN en el Río Grande del Sur

- 1° Superintendência del Iphan en el Amazonas - Iphan-AM
- 2° Superintendência del Iphan en el Pará - Iphan-PA
- 3° Superintendência del Iphan en Roraima - Iphan-RR
- 4° Superintendência del Iphan en el Maranhão Iphan-ME La
- 5° Superintendência del Iphan en el Ceará - Iphan-CE
- 6° Superintendência del Iphan en el Amapá - Iphan -AP
- 7° Superintendência del Iphan en Pernambuco - Iphan-PE
- 8° Superintendência del Iphan en Río de Janeiro - Iphan-RJ
- 9° Superintendência del Iphan en Bahía - Iphan-BA
- 10° Superintendência del Iphan en Sergipe - Iphan-SI
- 11° Superintendência del Iphan en São Paulo - Iphan-SP
- 12° Superintendência del Iphan en Paraná - Iphan-PR
- 13° Superintendência del Iphan en Santa Catarina - Iphan-SC
- 14° Superintendência del Iphan en el Río Grande do Sul - Iphan-RS
- 15° Superintendência del Iphan en Minas Generales - Iphan-MG
- 16° Superintendência del Iphan en Goiás - Iphan-GO
- 17° Superintendência del Iphan en el Distrito Federal - Iphan-DF
- 18° Superintendência del Iphan en Rondônia - Iphan-RO
- 19° Superintendência del Iphan en Alagoas - Iphan-AL
- 20° Superintendência del Iphan en Mato Grosso do Sul - Iphan-MS
- 21° Superintendência del Iphan en el Piauí - Iphan-PI
- 22° Superintendência del Iphan en Mato Grueso - Iphan-MT
- 23° Superintendência del Iphan en Paraíba - Iphan-PB
- 24° Superintendência del Iphan en Espírito Santo - Iphan-ES
- 25° Superintendência del Iphan en Tocantins - Iphan-TE Lo
- 26° Superintendência del Iphan en el Acre - Iphan-AC
- 27° Superintendência del Iphan en el Río Grande do Norte - Iphan-RN

Una relación de los bienes tombados en el país se encuentra disponible para consulta en la base de datos en el Archivo Noronha Santos.

## Cronología
- 1936 (18 de abril) - Creación del Servicio del Patrimonio Histórico y Artístico Nacional, en carácter provisional.
- 1937 (13 de enero) Ley n.º 378 instituye la fundación del SPHAN como órgano oficial de preservación del patrimonio cultural brasileño.
- 1937 (30 de noviembre) Decreto-Ley n.º 25 reglamenta las actividades del SPHAN.
- 1946 - El SPHAN tiene su nombre cambiado a Departamento del Patrimonio Histórico y Artístico Nacional (DPHAN).
- 1970 - El DPHAN es transformado en Instituto del Patrimonio Histórico y Artístico Nacional (IPHAN).
- 1979 - El IPHAN es dividido en SPHAN (Secretaría), en la condición de órgano normativo, y en la Fundación Nacional Pro-Memoria (FNPM), como órgano ejecutivo.
- 1990 - La SPHAN y la FNPM fueron extintas para dar lugar al Instituto Brasileño del Patrimonio Cultural (IBPC).
- 1994 (6 de diciembre) - Medida Provisional n.º 752 transforma el IBPC en Instituto del Patrimonio Histórico y Artístico Nacional.
- 2000 (4 de agosto) - Decreto n.º 3.551 instituye el Registro de Bienes Culturales de Naturaleza Imaterial.
- 2006 (febrero) - Por ocasión del cambio de dirección del IPHAN, entrando el arquitecto Luiz Fernando de Almeida, el Programa Monumenta, el cual él coordinaba y continúa coordinando, pasó a ser integrado al Instituto del Patrimonio Histórico y Artístico Nacional.

- Datos: Q391537
- Multimedia: Instituto do Patrimônio Histórico e Artístico Nacional / Q391537